# Шестаковский бульвар (Таганрог)
Шестаковский бульвар — устроенный вблизи Соборной площади Таганрога в 1860-е годы бульвар.

## История
Бульвар был устроен в 1860-е годы по распоряжению градоначальника Таганрога И. А. Шестакова. Располагался на Соборной площади, на месте сегодняшнего Украинского переулка, между улицами Петровской и Фрунзе в современной топонимике.
Здесь были высажены деревья и кустарники, проложена аллея со скамьями для отдыха.
Название «Шестаковский» было присвоено бульвару в 1885 году. В советское время этот бульвар стали называть «сквером в Украинском переулке».
В годы перестройки сквер пришёл в запустение. В 2001 году усилиями Общественного фонда «Благо» в сквере была устроена Центральная детская площадка. Качели и горки, установленные на площадке компанией «ЮгТранзитСтрой», были изготовлены в Швеции. Планировалось передать площадку в муниципальную собственность, оставив за фондом «Благо» и компанией «Югтранзитсервис» функции поддержания порядка и охраны.